# Vörös rókalepke
A vörös rókalepke (Nymphalis xanthomelas), régies néven ligeti szöglenc a lepkék (Lepidoptera) rendjéhez sorolt tarkalepkefélék (Nymphalidae) családjában a rókalepke (Nymphalis) nem egyik faja.

## Elterjedése
Eurázsia középső, illetve délebbi részein él. Elterjedési területének központja Nyugat-Szibéria, ahonnan keletnek Japánig, nyugatnak hozzávetőleg a Kárpát-medencéig nyúlik, jelentős és meglehetősen gyors fluktuációkkal. Így például az 1950-es – '60-as években stabilnak tűnő állományai éltek Magyarországon és szórványos, elkóborló példányai előkerültek még nyugatabbra (Ausztria, Szlovénia, Bajorország) is. Az 1970-es évekre azonban Magyarországról gyakorlatilag eltűnt, csak szórványos egyedek kerültek elő az ország délnyugati–nyugati részéről. Németországból és Csehországból is teljesen kipusztult.
Mintegy húsz év elteltével újra megjelent Magyarországon, és jelenleg is terjed: a Beregi-sík, a Zempléni-hegység és az Aggteleki-karszt után megjelent a Bükk-vidéken és a Mátrában is.

## Jellemzői
A nagy termetű rókalepkék közé tartozik, de rokonától, a nagy rókalepkétől jól megkülönböztethető. Szárnyának alapszíne élénkvörös, illetve mélyvörös; az áttelelt példányok némileg fakóbbak. A szárnycsúcs foltja vakító hófehér, a nagy rókalepkéénél keskenyebb és hosszabb, elválasztja az elülső szegély menti sötét foltot a külső, fekete szegélytől. Hátsó szárnyának külső szegélye fekete, benne sötétkéken csillogó foltokkal. A szárny fekete szegélye igen széles; fokozatosan mosódik bele a szárny alapszínébe. A szárnyak fonákja tarka, barnás vagy feketés.
Teste fekete, lábai okkerbarnák, illetve sárgásbarnák.

## Életmódja
Nappal, főleg napos időben aktív. Az imágó telel át. A lepkék állati tetemekről, illetve ürülékről szívogatnak; a vizet nedves földfoltokról veszik fel.
A nőstény szinte kizárólag a fűz (Salix spp.) — főleg a kecskefűz (Salix caprea) — víz fölé nyúló ágaira rakja petéit, és a hernyók bábozódásukig a szabad vízfelület fölött táplálkoznak.